# Anthony Fauci
Anthony Stephen Fauci (Brooklyn, Nova York, 24 de desembre de 1940) és un metge i investigador estatunidenc. Especialitzat en immunologia i expert en reumatologia, és un dels científics capdavanters en la lluita contra el VIH/sida dels Estats Units. Director de l'Institut Nacional d'Al·lergies i Malalties Infeccioses (NIAID) és un dels membres més notables de l'equip encarregat de la lluita contra la pandèmia per coronavirus de 2020 als Estats Units per la Casa Blanca.